# Bordetella petrii
Bordetella petrii es una  especie de bacteria gramnegativa del género Bordetella. Fue descrita en el año 2001. Su etimología hace referencia al microbiólogo alemán R. J. Petri. Es anaerobia facultativa e inmóvil. Catalasa positiva. Tiene un tamaño de 0,4-0,7 μm de ancho por 1-2,8 μm de largo. Forma colonias blancas. Temperatura de crecimiento óptima de 37 °C. Tiene un contenido de G+C de 63,8%. Se ha aislado de un biorreactor anaerobio en Alemania.
También se han aislado cepas clínicas en humanos. 